# Macropodaphis dasiphorae
Macropodaphis dasiphorae är en insektsart. Macropodaphis dasiphorae ingår i släktet Macropodaphis och familjen långrörsbladlöss. Inga underarter finns listade i Catalogue of Life.